# Титулярная церковь
Титулярная церковь — одно из множества ранних христианских зданий церквей (все вместе известных как «tituli»), построенных вокруг Рима и приписанных патронам, чьи имена часто идентифицировали их:
Они получили название tituli, от имени основателя или владельца, который держал собственность в попечении для Церкви.
Наиболее древний текст, который ссылается на titulus этого вида, относится к IV веку — это защита Афанасия Великого против ариан. К концу V века Liber Pontificalis признал 25 tituli. Ещё три были добавлены в XII веке.
В римском католицизме держатель одной из этих церквей «титулярен». Такими держателями были первоначально традиционно коренные римляне высокого социального положения. Первой церковью в Риме, которая имела титулярного неитальянца, стала Санти-Куаттро-Коронати: Дитрих Трирский был назначен титулярным в 975 году папой римским Бенедиктом VII. Эта базилика первоначально называлась Titulus Aemilianae в честь её основательницы, в собственности которой, несомненно, находилась обширная римская вилла.
Сегодня каждому члену коллегии кардиналов в сане кардинала-пресвитера назначена титулярная церковь. Поскольку коллегия интернационализировалась, каждому кардиналу давали titulus, делая его почётным членом римского духовенства. Сегодня кардиналы-пресвитеры имеют свободные патронские отношения со своими титулярными церквями (их имена и гербы написаны на мемориальной доске в церкви, также они получают деньги для поддержания и реставрации своих церквей), но они больше не участвуют в фактическом управлении прихода.